# Volnovakha
Volnovakha (en ukrainien et en russe : Волноваха) est une ville de l'oblast de Donetsk, en Ukraine, sous l'occupation russe depuis mars 2022 et le centre administratif du raïon de Volnovakha. Sa population s'élevait à 23 305 habitants en 2013.

## Géographie
Volnovakha est située à 51 km au sud-ouest de Donetsk. Elle est proche des sources des rivières Mokri Yaly et Kachlahatch, qui confluent entre elles et sont des sous-affluents du fleuve Dniepr.

## Histoire
L'origine de Volnovakha remonte à la fondation d'une gare de chemin de fer en 1881. Sa population n'augmente que lentement, puisqu'elle ne compte que 634 habitants en 1915. Au cours de la guerre civile, Volnovakha est une base de l'artillerie de l'Armée blanche. En octobre 1919, des combats ont lieu dans les environs de Volnovakha entre l'Armée blanche de la Russie méridionale et l'Armée insurrectionnelle d'Ukraine commandée par Nestor Makhno. Volnovakha devient un centre administratif de raïon en 1930, et reçoit le statut de ville en 1938.
Le développement de la plate-forme ferroviaire a favorisé l'industrialisation de la ville (industries agroalimentaires). Diverses institutions culturelles, médicales et sportives sont construites au cours des années 1930. La ville est occupée par l'Allemagne nazie au cours de la Seconde Guerre mondiale et libérée par l'Armée rouge le 10 septembre 1943.
Pendant les années qui suivirent la guerre, des industries agroalimentaires et des matériaux de construction sont développées à Volnovakha.
Le 13 janvier 2015, un autobus arrêté à un barrage de l'armée ukrainienne est touché par un obus d'artillerie près de Volnavakha, faisant 12 morts et une dizaine de blessés ; les autorités ukrainiennes accusent les séparatistes pro-russes d'avoir tiré cet obus depuis la ville de Dokoutchaïevsk.
Théâtre de combats début mars 2022 entre l'armée ukrainienne et les forces de la république populaire de Donetsk soutenues par les forces russes, la ville est prise en totalité par ces dernières le 11 mars 2022.

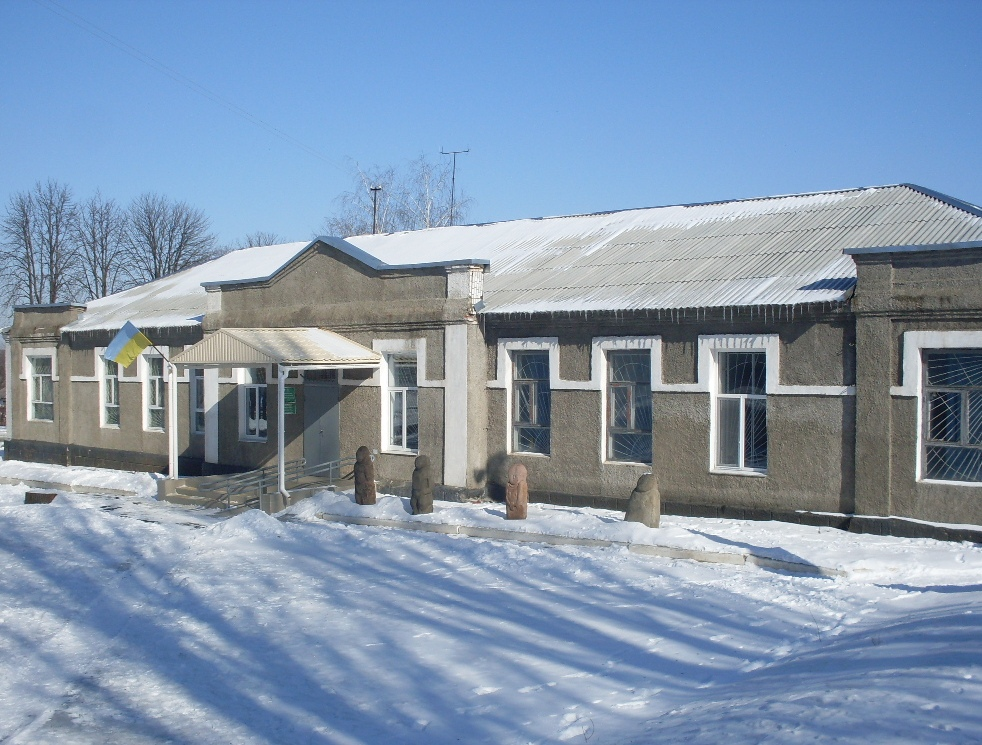
Musée d'histoire régionale.
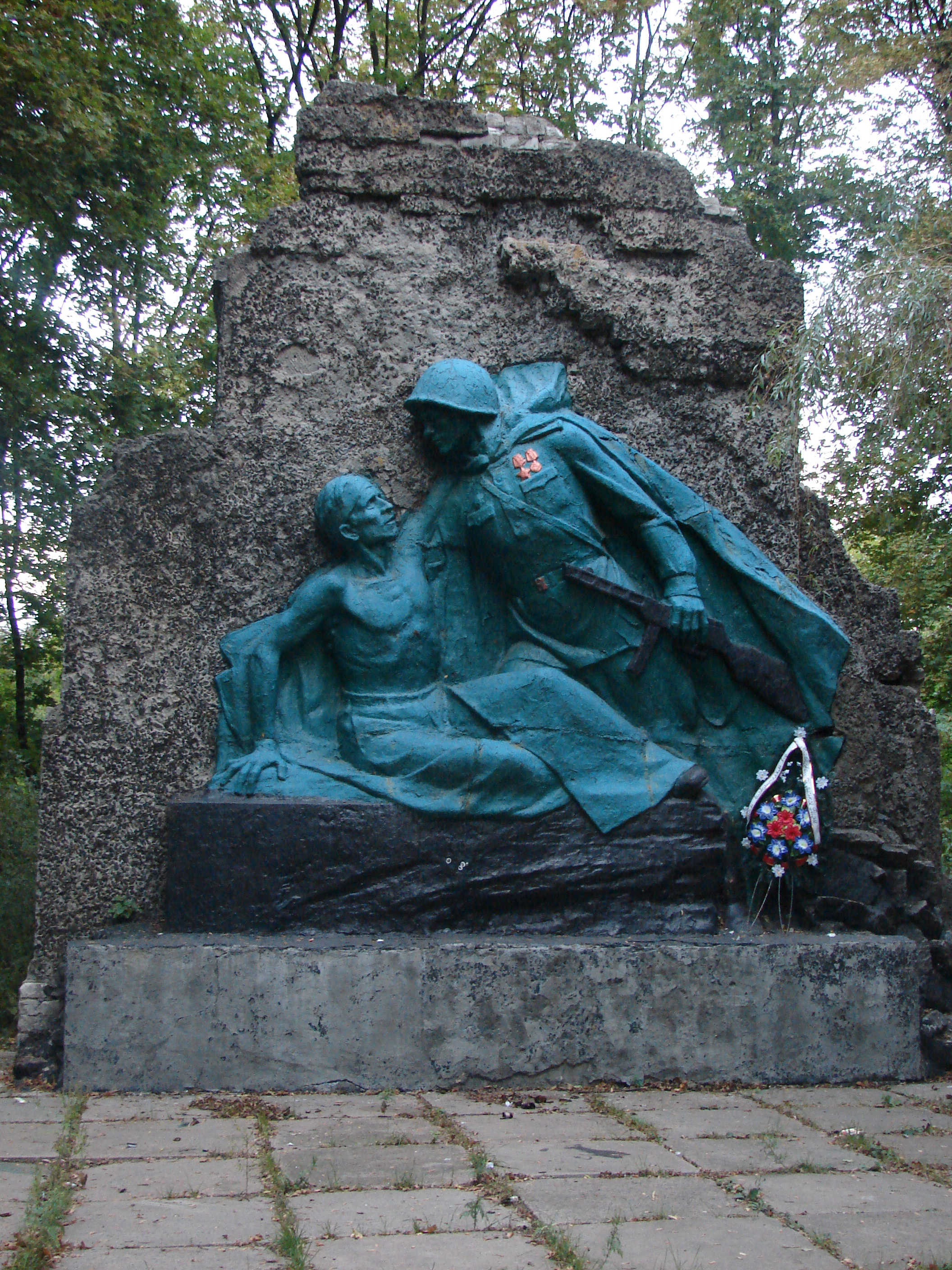
Monument aux morts de la Grande Guerre patriotique, classé[3].

## Population
Recensements (*) ou estimations de la population :
| 1939*  | 1959*  | 1970*  | 1979*  | 1989*  |
| ------ | ------ | ------ | ------ | ------ |
| 15 261 | 20 199 | 24 427 | 25 411 | 26 371 |

| 2001*  | 2010   | 2011   | 2012   | 2013   |
| ------ | ------ | ------ | ------ | ------ |
| 24 647 | 23 484 | 23 442 | 23 370 | 23 305 |